# 1858 en musique classique
| \| • Retour à la chronologie générale de la musique classique • \| |
| Grèce • Rome • Haut Moyen Âge • VIIIe siècle • IXe siècle • Xe siècle • XIe siècle XIIe siècle • XIIIe siècle • XIVe siècle • XVe siècle • XVIe siècle • XVIIe siècle XVIIIe siècle • XIXe siècle • XXe siècle • XXIe siècle |
| • Retour à la chronologie générale de la musique classique • |

| Années en musique classique : 1855 - 1856 - 1857 - 1858 - 1859 - 1860 - 1861    |
| Décennies en musique classique : 1820 - 1830 - 1840 - 1850 - 1860 - 1870 - 1880 |

## Événements

### Créations
- 14 janvier : Scherz, List und Rache, opéra-comique de Max Bruch, créé à Cologne.
- 15 janvier : Le Médecin malgré lui, opéra-comique de Charles Gounod, créé au Théâtre-Lyrique.
- 25 janvier : La Marche nuptiale de Felix Mendelssohn est jouée au mariage de "Vicky", la Princesse royale, fille de la Reine Victoria, avec le prince Frédéric de Prusse, rendant populaire cette musique de noces.
- 3 mars : Mesdames de la Halle, opérette de Jacques Offenbach, créée aux théâtre des Bouffes-Parisiens.
- 21 octobre : Orphée aux enfers, opéra-bouffe de Jacques Offenbach, créé au théâtre des Bouffes-Parisiens.
- 15 décembre : Der Barbier von Bagdad, opéra de Peter Cornelius, créé au Théâtre national allemand à Weimar.
- 24 décembre : l'Oratorio de Noël de Camille Saint-Saëns est créé à Paris.

Date indéterminée
- Tritsch-Tratsch-Polka de Johann Strauss II.

### Autres
- 10 octobre : Inauguration du Teatro de la Zarzuela à Madrid.
- Création du Wiener Singverein à Vienne (Autriche).
- Fondation du Hallé Orchestra à Manchester.

## Naissances

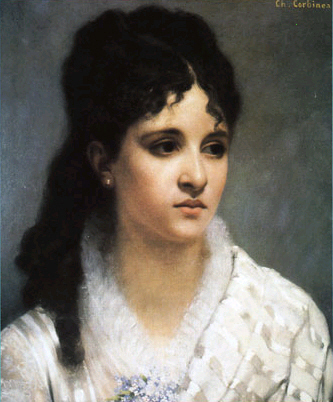
Mélanie Bonis

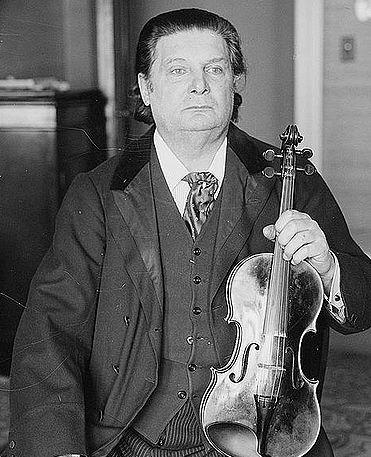
Eugène Ysaÿe

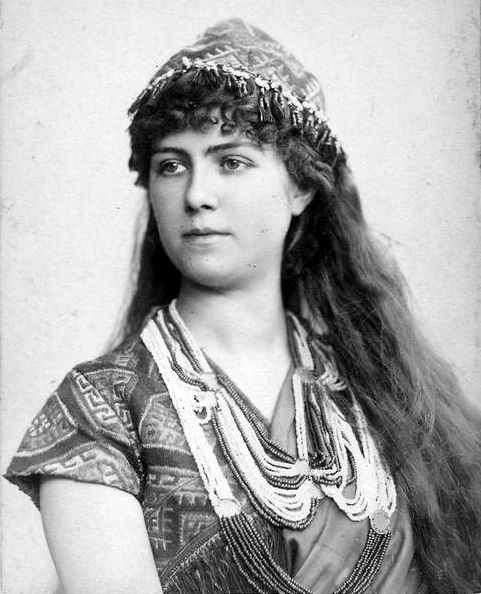
Marie van Zandt

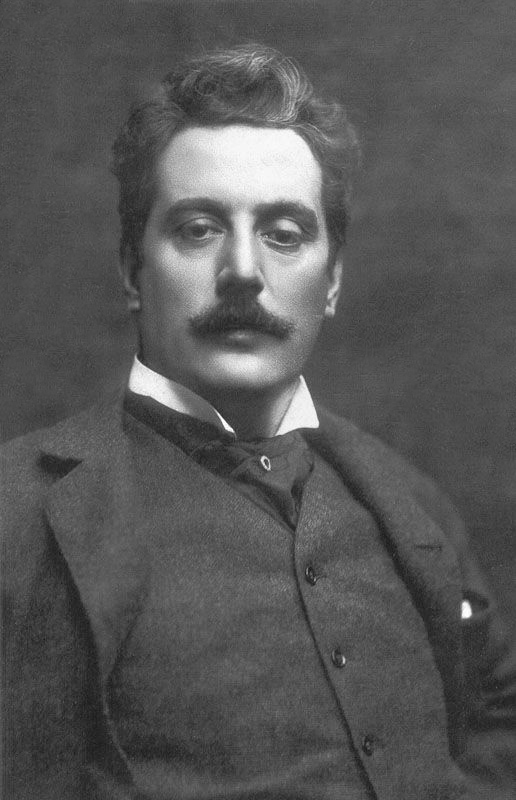
Giacomo Puccini

- 5 janvier : Lucien Lambert, pianiste et compositeur français († 21 janvier 1945).
- 21 janvier : Mélanie Bonis, compositrice française († 18 mars 1937).
- 25 janvier : Valentin Duc, fort ténor français († 23 février 1915).
- 2 février : Oskar Oehler, clarinettiste et facteur d'instruments de musique allemand († 1er octobre 1936).
- 17 février : Vincenzo Ferroni, compositeur et pédagogue italien († 10 janvier 1934).
- 19 février : Tobias Matthay, pianiste, professeur et compositeur britannique († 15 décembre 1945).
- 24 février : Arnold Dolmetsch, violoniste et facteur d’instruments anglais d’origine française († 28 février 1940).
- 3 mars : Carlo della Giacoma, compositeur et chef d'orchestre italien († 9 avril 1929).
- 18 mars : Paul Fauchey, organiste, pianiste et compositeur français († 15 novembre 1936).
- 24 mars : Timothee Adamowski, chef d'orchestre, violoniste et compositeur américain d'origine polonaise († 18 avril 1943).
- 3 avril : Stella Stocker, compositrice et chef de chœur américaine († 29 mars 1925).
- 4 avril : Marie Ismaël-Garcin, cantatrice française († 6 décembre 1946).
- 19 avril : Siegfried Ochs, chef de chœur et compositeur allemand († 6 février 1929).
- 20 avril : Auguste Chapuis, compositeur, organiste et professeur français († 6 décembre 1933).
- 23 avril : 
  - Frank Osmond Carr, compositeur anglais († 29 août 1916).
  - Ethel Smyth, compositrice et suffragette anglaise († 8 mai 1944).
- 27 avril : Hilda Sehested, compositrice danoise († 15 avril 1936).
- 5 mai :
  - Marcella Sembrich, soprano polonaise († 11 janvier 1935).
  - Pier Adolfo Tirindelli, compositeur, violoniste, pianiste, chef d'orchestre et professeur de musique italien († 6 février 1937).
- 6 mai :
  - Georges Hüe, compositeur français († 7 juin 1948).
  - Jean-Baptiste Noté, baryton belge († 1er avril 1922).
- 9 mai : Natalie Bauer-Lechner, altiste autrichienne († 8 juin 1921).
- 30 mai : Fernand Reine, corniste français († 10 janvier 1942).
- 13 juillet : Cesare Pollini, pianiste, musicologue, compositeur et pédagogue italien († 26 janvier 1912).
- 15 juillet : Gottfried Mann, pianiste, chef d'orchestre et compositeur néerlandais († 10 février 1904).
- 16 juillet : Eugène Ysaÿe, violoniste et compositeur belge († 12 mai 1931).
- Août : Guy d'Hardelot, compositrice et pianiste française († 7 janvier 1936).
- 1er août : Hans Rott, compositeur autrichien († 25 juin 1884).
- 2 août : Catharina van Rennes, professeure de chant et compositrice († 23 novembre 1940).
- 9 août : Isidore de Lara, pianiste et compositeur de chansons et d'opéras britannique († 2 août 1935).
- 15 août : Emma Calvé, mezzo-soprano française († 6 janvier 1942).
- 13 septembre : Catharinus Elling, organiste et compositeur norvégien († 8 janvier 1942).
- 15 septembre : Jenő Hubay, violoniste, compositeur et professeur de musique hongrois († 12 mars 1937).
- 21 septembre : Otto Lohse chef d'orchestre et compositeur allemand († 5 mai 1925).
- 8 octobre : Marie van Zandt, cantatrice américaine († 31 décembre 1919).
- 13 octobre : Georges Servières, musicologue et critique musical français († 25 juillet 1937).
- 20 octobre : 
  - Oscar Depuydt, compositeur, organiste et pédagogue belge flamand († 27 mars 1925).
  - Henri Selmer, clarinettiste français, facteur de clarinettes et d'instruments de musique français, et fondateur de la maison Henri Selmer Paris († 29 juillet 1941).
- 28 octobre : Marie Joseph Erb, compositeur et organiste français († 9 juillet 1944).
- 7 novembre : Luigi Torchi, musicologue italien († 18 septembre 1920).
- 11 novembre : Alessandro Moreschi, castrat italien († 21 avril 1922).
- 12 novembre : Alexis Contant, compositeur, organiste, pianiste et professeur de musique québécois († 28 novembre 1918).
- 22 décembre : Giacomo Puccini, compositeur italien († 29 novembre 1924).

Date indéterminée

## Décès

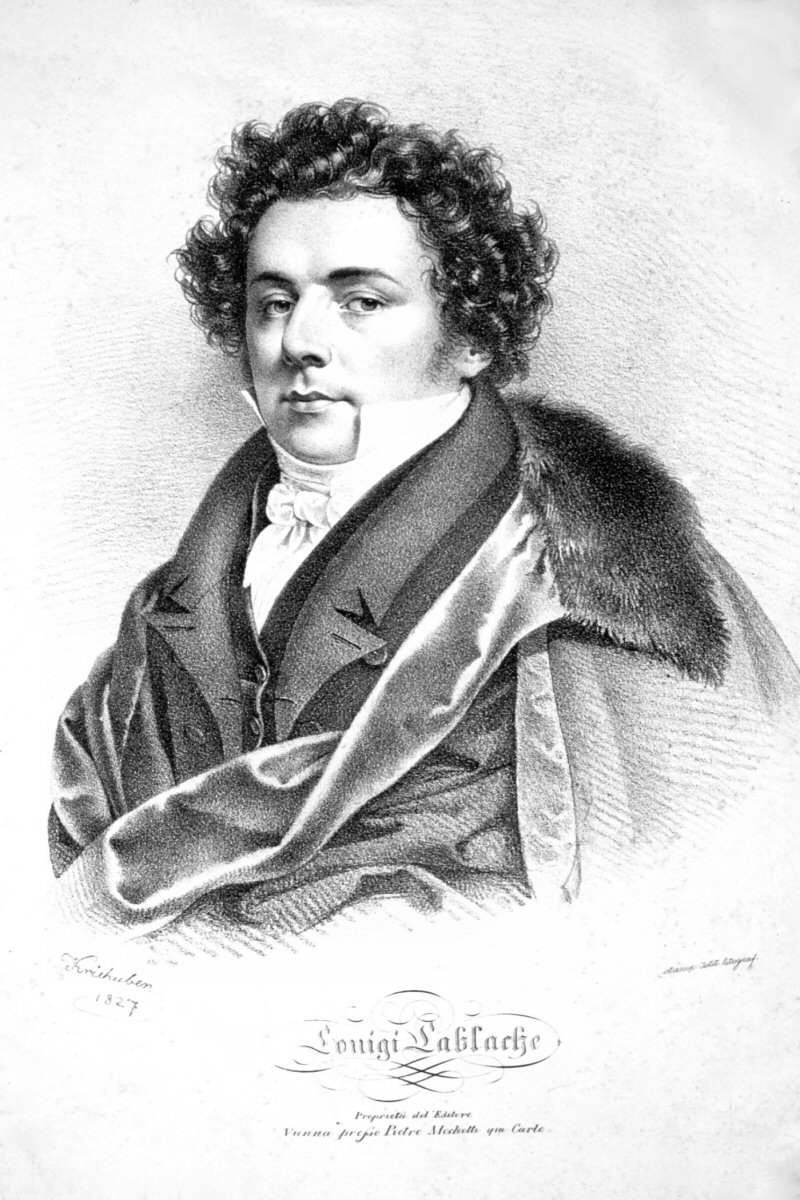
Luigi Lablache

- 23 janvier : Luigi Lablache, basse d'opéra franco-italien (° 6 décembre 1794).
- 25 janvier : Marianna Bottini, compositrice et professeur de harpe italienne (° 7 novembre 1802).
- 3 avril : Sigismond von Neukomm, compositeur autrichien (° 10 juillet 1778).
- 7 avril : Anton Diabelli, pianiste et compositeur autrichien (° 6 septembre 1781).
- 13 avril : Bernard Sarrette, fondateur du Conservatoire de musique et de déclamation (° 27 novembre 1765).
- 16 avril : Johann Baptist Cramer, compositeur et pianiste britannique d'origine allemande (° 24 février 1771).
- 3 juin : Julius Reubke, compositeur allemand (° 23 mars 1834).
- 7 août : Charles Galibert, compositeur français (° 8 août 1826).
- 8 septembre : Jacopo Foroni, compositeur et chef d'orchestre italien (° 25 juillet 1825).
- 27 décembre : Alexandre-Pierre-François Boëly, compositeur, pianiste, organiste et professeur français (° 19 avril 1785).

Date indéterminée
- Harriet Browne, écrivaine et compositrice britannique (° 1798)